# Crambe laevigata
Crambe laevigata là một loài thực vật có hoa trong họ Cải. Loài này được DC. ex H.Christ mô tả khoa học đầu tiên năm 1888.